# 鹿島 (長崎県)
鹿島（かしま）は長崎県諫早市にある島。

## 概要
この地方は伊木力ミカンの産地。この島にもミカン畑が広がっている。

## 交通
定期航路は存在しない。伊木力港から自家用船で5分。住民は自家用船を所有しており、自家用船で移動している。